# 松浦元琱
松浦元琱（まつうら げんちょう、文化4年〈1812年〉-明治16年〈1883年〉）は、江戸末期〜明治の医師。明石藩の藩医として明石に種痘を広めた。

## 略歴
- 文化4年（1812年）　明石藩医、松浦元瑞（まつうらげんずい）の長男として生まれる[1]。
- 天保11年（1840年）　江戸に出て、滞在中の足立長雋に師事して蘭学の研修を行う[1]。
- 天保14年（1843年）　明石藩医に任命される[1]。
- 弘化4年（1847年）2月　緒方洪庵の門人となり、適塾で全国から集まった門徒と共に勉学に励む[1]。
- 嘉永2年（1849年）　大阪除痘館で緒方洪庵ら関係者は、種痘について世の中のためになるようにと誓いを立た後に分苗した。元琱は分苗を明石に持ち帰り、親戚の者に施した。明石藩はこれを聞いて怒り、閉門の処置をとった。その後、他の藩で天然痘予防の目的で種痘をするようになったため、明石藩は元琱を許し、逆に藩の人々に種痘をするように命じた。[2]。
- 明治11年（1878年）　明石で最初のプロテスタント教会である明石教会が設立され、アッキンソン宣教師は元琱を含む19名の洗礼を行った[3]。
- 明治 16年（1883年）　死去。享年63歳[1]。月照寺にある夫妻の墓地は明石市の未指定文化財[4]。

## 人物
- 町の人々を診察し、治療をしたが、父の元瑞と同様に医療費をとらなかったため、非常に感謝された[1]。
- 夜間遠方からの急患の目印のため、自宅の壁を赤く塗っていたことから「赤壁の松浦」と称された[5]。